# Faribault (Minnesota)
Faribault es una ciudad ubicada en el condado de Rice en el estado estadounidense de Minnesota. En el Censo de 2010 tenía una población de 23352 habitantes y una densidad poblacional de 575,68 personas por km².

## Geografía
Faribault se encuentra ubicada en las coordenadas 44°17′55″N 93°16′44″O / 44.29861, -93.27889. Según la Oficina del Censo de los Estados Unidos, Faribault tiene una superficie total de 40.56 km², de la cual 39.67 km² corresponden a tierra firme y (2.21%) 0.9 km² es agua.

## Demografía
Según el censo de 2010, había 23352 personas residiendo en Faribault. La densidad de población era de 575,68 hab./km². De los 23352 habitantes, Faribault estaba compuesto por el 82.63% blancos, el 7.55% eran afroamericanos, el 0.92% eran amerindios, el 2.12% eran asiáticos, el 0.06% eran isleños del Pacífico, el 4.4% eran de otras razas y el 2.32% pertenecían a dos o más razas. Del total de la población el 12.96% eran hispanos o latinos de cualquier raza.